# 土門剛介
土門 剛介（どもん ごうすけ）は、漫画『ドカベン』に登場する架空の人物。アニメ版の声優は大前田伝。

## 人物
神奈川県・横浜学院高校のエース。右投右打。山田世代より一学年上。
巨大かつ頑健な肉体の持ち主。また、ゴムマリを破裂させるほどの握力を誇り、山田をして「これまでのどの投手よりも速い」と云わしめる、重く速い超剛球が持ち味。加えてカーブ、シュート、スライダー、フォークボール、シンカーなど多彩な変化球もマスターしていた。打者としても超高校級の実力者だった。
山田太郎と同じ「ドカベン」というあだ名がついていた。微笑三太郎が転校先を間違えたのはこのためである。

## 経歴

### 高校時代
交通事故に遭い、再起不能といわれるほどの重症で医者からも見放されていたものの、逆療法で見事復帰し2年秋の大会から登場する。その剛速球は「超剛球」と呼ばれ、捕手や送球を受ける野手が骨折するほどの威力だったため、ピッチング練習は藁人形相手、試合では変化球を織り交ぜるなど力をセーブして投球せざるを得なかった。彼の速球を受けられる捕手として微笑三太郎が転校してくる予定だったが、手違いにより微笑はライバルの明訓高校に転校してしまうという不運もあった。
しかし、谷津吾朗の加入によってセーブしていた力を解放し、2年秋の県大会では最強の敵として明訓高校の前に立ちはだかった。この試合では山田太郎の打球を右足を差し出して止めたり、そのプレーによって右足を負傷しながら岩鬼正美のセンターフェンス手前まで飛んだ打球をマウンドから猛追して捕球するなど執念を見せたが、バッテリーを組むはずだった微笑に逆転満塁サヨナラホームランを打たれ敗戦。
3年夏の神奈川県大会では、一回戦から準決勝までの6試合を全てノーヒットノーラン。許した走者は全て谷津の捕逸によるものであった。決勝の明訓戦では、山田に対しあと1ストライクで勝利というところまで追いつめたが、谷津が山田のファウルチップを落球、その後同点タイムリー三塁打を許してしまう。その後、岩鬼にサヨナラ2ランを浴び、敗退。甲子園出場はならなかった。
なお、高校野球時代の山田と5打数以上対戦した投手では唯一スタンド越えの本塁打を1本も許さなかった（ランニング本塁打1本あり）。
高校野球で不知火のいる白新と一回も戦えなかったため、白新との練習試合を保土ヶ谷球場で行った。結果は延長18回、被安打1ずつで引き分け（『プロ野球編』の2002年、谷津の回想という設定で読みきり漫画として執筆された）。
3年秋以降は横浜学院の監督に就任。秋の県大会では準決勝で東郷学園に敗退。卒業後も監督を続けたが、翌年の夏の県大会でも、準決勝の明訓戦で7点差を追いつき延長戦に持ち込む執念を見せたが岩鬼にサヨナラ本塁打を打たれ敗退し、結局明訓からの勝利はならなかった。

### プロ時代
- 1995年、横浜ベイスターズに入団。その年のオールスターに出場した。その際、堕落しきった横浜学院の野球部を立ち直らせるため、後輩たちの前で9者連続奪三振を宣言する。岩鬼、殿馬一人、イチロー、清原和博を三振に仕留めたものの山田にピッチャーライナーを打たれて失敗に終わったが、この快投に触発された野球部は打倒明訓に燃える。
- 1998年の西武との日本シリーズ第1戦で先発出場し、さらにシーズン中の打率3割3分を記録していたことで5番を任される。この試合では完投し、勝ち投手になった。しかし、山田を抑えるために捕手の谷繁元信の制止を振り切ってカミソリシュートを6球投げてしまい、これが原因となりこのシリーズではその後出場出来なくなった。この怪我は翌年1月には治っていた。
- 2002年のオールスターではオールセントラルに横浜から唯一の選出[1]という設定で出場。第1戦で古田敦也とバッテリーを組んで先発し、ストレートのみで9者連続三振を奪った[2]。
- 2004年、犬飼小次郎率いる四国アイアンドッグスに移籍。不知火と並ぶ先発投手陣の主軸として活躍中。
- 2006年、シーズン最終戦のスーパースターズ戦で完投勝利をあげ、斉藤和巳と並ぶ18勝で最多勝を獲得した。同年シーズン終了時の12年間で通算179勝。

## 主な記録

### 高校時代
- 6試合連続ノーヒットノーラン（3年夏、神奈川県大会。5回コールドの1試合を含む）
- 56イニング連続ノーヒットノーラン（3年夏、神奈川県大会）

### プロ時代
- 最多勝1回（2006年）
- 最優秀防御率1回（1997年）
- 最高勝率1回（1997年）
- 最多奪三振1回（1997年）
- オールスターMVP（2002年）
- オールスター9連続奪三振（2002年）

## 背番号
- 01（1995年 - 2003年）
- 18（2004年 - ）

## 球種
ストレート
最速155km/h。谷津曰く、不知火のような当たれば飛ぶ「速球」ではなく、重さを兼ね備えた「剛球」。
カミソリシュート
驚異的なキレ味を持つ、土門最大の武器。ただし体への負担が大きく、一試合5球が限度。
1998年の日本シリーズで初めて使用した。ただし、それ以降は登場していない。
カーブ
高校時代から投げており、プロでもよく使う変化球のひとつ。
フォーク
高校時代から投げており、プロでもよく使う変化球のひとつ。
シンカー
高校3年夏の明訓戦で山田に対して投げ、そのファウルチップを谷津が捕っていれば勝利していた球。
スライダー
シュート